# Tetramorium mayri
Tetramorium mayri är en myrart som först beskrevs av Mann 1919.  Tetramorium mayri ingår i släktet Tetramorium och familjen myror. Inga underarter finns listade i Catalogue of Life.